# Yongzhou
Yongzhou (en chino, 永州; pinyin, Yǒngzhōu; transcripción antigua, Yungchow) es una ciudad-prefectura en la provincia de Hunan, República Popular China. Situada al sur de la provincia, limita al norte con Shaoyang, al sur y oeste con Guangxi y al oeste con Huaihua. Su área es de  22 259 km² y su población total para 2020 superó los 5,28 millones de  habitantes. 

## Administración
Desde el 20 de enero de 2021, la ciudad-prefectura de Yongzhou se organiza en 11 localidades que se administran en 2 distritos urbanos, 1 ciudad suburbana y 8 condados rurales , de los cuales 1 es autónomo.
- Distrito Lengshuitan (冷水滩区)
- Distrito Lingling (零陵区)
- Ciudad Qiyang (祁阳市)
- Condado Dong'an (东安县)
- Condado Dao (道县)
- Condado Ningyuan (宁远县)
- Condado Jiangyong (江永县)
- Condado Lanshan (蓝山县)
- Condado Xintian (新田县)
- Condado Shuangpai (双牌县)
- Condado autónomo Jianghua (江华瑶族自治县)

## Toponimia
En el año 111 aC durante la dinastía Han se estableció la Comandancia Lingling (零陵郡). En el año 589 AD, la dinastía Sui remplazó el sistema de comandancias por el de provincias (州Zhou), y debido a la leyenda del "agua de la eternidad y el monte de la eternidad" (永山永水 Yongshan Yongshui), se fundó la Provincia Yong «eternidad» (Yongzhou). A partir de entonces, Lingling y Yongzhou se convirtieron en dos nombres para el mismo lugar.
El 21 de noviembre de 1995, se disolvió la Región Lingling (零陵地区) para establecer la ciudad-prefectura de Yongzhou. El núcleo original de Yongzhou, se organizó en el Distrito Lingling.

## Clima
Yongzhou tiene un clima subtropical húmedo, con una temperatura media anual de 18,03 °C entre 1981 y 2010, aunque dentro de la ciudad el rango entre 1971 y 2000 fue de 17,6 a 18,6 °C. Los inviernos son suaves y breves, comenzando algo secos y volviéndose húmedos a medida que avanza la estación. La primavera es muy lluviosa, especialmente en mayo, que es el mes más lluvioso. El verano es muy caluroso y húmedo, con niveles moderados de lluvia y abundante sol; en promedio, julio y agosto son los únicos dos meses donde la zona recibe más de la mitad de la luz solar . El otoño es la estación más seca. De enero a mayo, en promedio, más de la mitad de los días de cada mes reciben alguna precipitación. 
La temperatura media mensual de 24 horas oscila entre los 6,1 °C en enero y los 29,0 °C en julio. La precipitación media anual ronda los 1426 mm. Con una insolación mensual que oscila entre el 15 % en febrero y marzo y el 58 % en julio, la ciudad recibe 1491 horas de sol al año.
| Parámetros climáticos promedio de Yongzhou (1991–2020 normal, extremas 1971–2010) | Parámetros climáticos promedio de Yongzhou (1991–2020 normal, extremas 1971–2010) | Parámetros climáticos promedio de Yongzhou (1991–2020 normal, extremas 1971–2010) | Parámetros climáticos promedio de Yongzhou (1991–2020 normal, extremas 1971–2010) | Parámetros climáticos promedio de Yongzhou (1991–2020 normal, extremas 1971–2010) | Parámetros climáticos promedio de Yongzhou (1991–2020 normal, extremas 1971–2010) | Parámetros climáticos promedio de Yongzhou (1991–2020 normal, extremas 1971–2010) | Parámetros climáticos promedio de Yongzhou (1991–2020 normal, extremas 1971–2010) | Parámetros climáticos promedio de Yongzhou (1991–2020 normal, extremas 1971–2010) | Parámetros climáticos promedio de Yongzhou (1991–2020 normal, extremas 1971–2010) | Parámetros climáticos promedio de Yongzhou (1991–2020 normal, extremas 1971–2010) | Parámetros climáticos promedio de Yongzhou (1991–2020 normal, extremas 1971–2010) | Parámetros climáticos promedio de Yongzhou (1991–2020 normal, extremas 1971–2010) | Parámetros climáticos promedio de Yongzhou (1991–2020 normal, extremas 1971–2010) |
| Mes                                                                               | Ene.                                                                              | Feb.                                                                              | Mar.                                                                              | Abr.                                                                              | May.                                                                              | Jun.                                                                              | Jul.                                                                              | Ago.                                                                              | Sep.                                                                              | Oct.                                                                              | Nov.                                                                              | Dic.                                                                              | Anual                                                                             |
| --------------------------------------------------------------------------------- | --------------------------------------------------------------------------------- | --------------------------------------------------------------------------------- | --------------------------------------------------------------------------------- | --------------------------------------------------------------------------------- | --------------------------------------------------------------------------------- | --------------------------------------------------------------------------------- | --------------------------------------------------------------------------------- | --------------------------------------------------------------------------------- | --------------------------------------------------------------------------------- | --------------------------------------------------------------------------------- | --------------------------------------------------------------------------------- | --------------------------------------------------------------------------------- | --------------------------------------------------------------------------------- |
| Temp. máx. abs. (°C)                                                              | 27.1                                                                              | 31.6                                                                              | 35.7                                                                              | 36.0                                                                              | 36.2                                                                              | 37.7                                                                              | 40.1                                                                              | 41.1                                                                              | 39.4                                                                              | 37.0                                                                              | 33.6                                                                              | 26.3                                                                              | '                                                                                 |
| Temp. máx. media (°C)                                                             | 9.8                                                                               | 12.7                                                                              | 16.7                                                                              | 23.3                                                                              | 27.6                                                                              | 30.6                                                                              | 34.0                                                                              | 33.5                                                                              | 29.7                                                                              | 24.4                                                                              | 18.7                                                                              | 12.7                                                                              | 22.8                                                                              |
| Temp. media (°C)                                                                  | 6.5                                                                               | 9.0                                                                               | 12.8                                                                              | 18.8                                                                              | 23.2                                                                              | 26.6                                                                              | 29.3                                                                              | 28.6                                                                              | 25.0                                                                              | 19.8                                                                              | 14.2                                                                              | 8.7                                                                               | 18.5                                                                              |
| Temp. mín. media (°C)                                                             | 4.2                                                                               | 6.3                                                                               | 10.0                                                                              | 15.5                                                                              | 19.8                                                                              | 23.5                                                                              | 25.7                                                                              | 25.1                                                                              | 21.5                                                                              | 16.4                                                                              | 10.9                                                                              | 5.8                                                                               | 15.4                                                                              |
| Temp. mín. abs. (°C)                                                              | -7.0                                                                              | -5.4                                                                              | -0.8                                                                              | 3.6                                                                               | 9.3                                                                               | 14.1                                                                              | 18.6                                                                              | 18.7                                                                              | 13.0                                                                              | 3.7                                                                               | -0.8                                                                              | -6.5                                                                              | '                                                                                 |
| Precipitación total (mm)                                                          | 73.7                                                                              | 84.4                                                                              | 146.1                                                                             | 145.5                                                                             | 180.2                                                                             | 184.5                                                                             | 104.3                                                                             | 124.8                                                                             | 57.3                                                                              | 67.5                                                                              | 76.6                                                                              | 52.8                                                                              | 1297.7                                                                            |
| Días de precipitaciones (≥ 0.1 mm)                                                | 14.9                                                                              | 14.8                                                                              | 19.2                                                                              | 16.9                                                                              | 16.3                                                                              | 15.1                                                                              | 10.3                                                                              | 11.4                                                                              | 9.1                                                                               | 9.1                                                                               | 11.1                                                                              | 10.5                                                                              | 158.7                                                                             |
| Días de nevadas (≥ 1 mm)                                                          | 2.8                                                                               | 1.6                                                                               | 0.6                                                                               | 0                                                                                 | 0                                                                                 | 0                                                                                 | 0                                                                                 | 0                                                                                 | 0                                                                                 | 0                                                                                 | 0                                                                                 | 0.7                                                                               | 5.7                                                                               |
| Horas de sol                                                                      | 49.5                                                                              | 52.0                                                                              | 62.8                                                                              | 97.5                                                                              | 124.4                                                                             | 130.2                                                                             | 226.7                                                                             | 193.2                                                                             | 140.8                                                                             | 117.9                                                                             | 105.5                                                                             | 85.6                                                                              | 1386.1                                                                            |
| Humedad relativa (%)                                                              | 80                                                                                | 80                                                                                | 83                                                                                | 81                                                                                | 81                                                                                | 82                                                                                | 74                                                                                | 75                                                                                | 77                                                                                | 76                                                                                | 78                                                                                | 76                                                                                | 78.6                                                                              |
| Fuente n.º 1: Administración Meteorológica de China                               |                                                                                   |                                                                                   |                                                                                   |                                                                                   |                                                                                   |                                                                                   |                                                                                   |                                                                                   |                                                                                   |                                                                                   |                                                                                   |                                                                                   |                                                                                   |
| Fuente n.º 2: Weather China                                                       |                                                                                   |                                                                                   |                                                                                   |                                                                                   |                                                                                   |                                                                                   |                                                                                   |                                                                                   |                                                                                   |                                                                                   |                                                                                   |                                                                                   |                                                                                   |